# Canon Digital IXUS 65
Canon Digital IXUS 65 är en kompaktkamera i Canons Ixus-serie. Ixus 65 har sex megapixel i upplösning. Kameran har ISO-tal som sträcker sig mellan 80 och 800. Den har samma egenskaper som Canon Digital IXUS 60, men den har större skärm och saknar optisk sökare.